# André Gorgues
Pas d'image ? Cliquez ici

a Compétitions nationales et continentales officielles uniquement.

Dernière mise à jour le 28 février 2022.
André Gorgues, né le 20 novembre 1953 à Pamiers, est un joueur français de rugby à XV évoluant au poste de troisième ligne aile ou troisième ligne centre. Il est ensuite entraîneur de rugby à XV.

## Biographie
André Gorgues commence sa carrière au SC Pamiers, le club de sa ville natale.
Avec ce club, il joue en deuxième division puis remonte en 1977 après avoir disputé la finale contre L’US vicquoise qu’il perd 16-10. Il évolue donc dans le groupe B de la première division en 1978 mais Pamiers redescend immédiatement à l’étage inférieur ne récoltant que 2 victoires en 14 matchs.
Il quitte alors le club pour rejoindre le FC Grenoble.
Grenoble est descendu en groupe B mais remonte dans l'élite dès sa première année. Sous son impulsion, il revient même au sommet de la hiérarchie nationale terminant 1er de la saison régulière (sur les 40 clubs engagés) en 1981 et second la saison suivante, disputant les demi-finales du Championnat.
La même année, il est sélectionné avec l'équipe des Alpes qui au stade Charles-Berty de Grenoble réussit l'exploit de battre les All Blacks qui essuieront là leur seule défaite 16-18 de toute leur tournée. Son coéquipier du FCG Pierre Pommier marque notamment tous les points de l'équipe des Alpes.
Après quatre saisons dans les Alpes, il décide de retourner dans son Sud-Ouest natal et signe au Stade saint-gaudinois en groupe B.
Quart de finaliste du Championnat en 1986, il permet à son club de remonter en groupe A qui passe de 32 à 40 clubs mais le club redescend.
Il joue encore six saisons en groupe B jusqu'en 1994 où il met alors un terme à sa carrière de joueur à l'âge de 40 ans.
Tout en continuant à jouer, il devient entraîneur du Stade saint-gaudinois qui manque de peu la remontée en groupe A en 1993, battu en match de barrage par Bourgoin de l'international Marc Cecillon.
Après avoir mis un terme à sa carrière de joueur en 1994, il entraîne encore le Stade saint-gaudinois la saison suivante.
Il entraîne ensuite Mazères Cassagne Sport avant de revenir au Stade saint-gaudinois.

## Palmarès

### En club
- Championnat de France de première division :
  - Demi-finaliste (1) : 1982  (FC Grenoble)
- Championnat de France de deuxième division :
  - Vice-champion (1) : 1977 (SC Pamiers)